# Torpedo fairchildi
Torpedo fairchildi ist eine Rochenart aus der Familie der Zitterrochen und lebt vor den Küsten Neuseelands in Tiefen zwischen 5 und 1150 m. Sie ernährt sich von kleineren Fischen, die sie nachts jagt.

## Merkmale
Torpedo fairchildi hat die typische etwas breitere als lange Scheibenform seiner Familie, bestehend aus Leib und Brustflossen. Die Oberseite ist dunkelgrau, die Unterseite weiß. Die Art erreicht eine Länge von 100 cm.